# Valico di Basovizza
Il valico di Basovizza è un valico di frontiera fra l'Italia e la Slovenia. Collega le località di Basovizza (in comune di Trieste) e di Corgnale (Lokev). Da parte slovena è chiamato valico confinario di Lipizza (mejni prehod Lipica).

## Descrizione
Il valico è detto di Basovizza dal nome della località nei pressi del quale è posizionato. Il nome sloveno deriva dalla località più vicina al valico, Lipizza, posta a un paio di chilometri a nord-est.
Il valico si trova in una zona boschiva nei pressi del Monte Cocusso. Su di esso termina l'ex strada provinciale 10 del Timavo che, partendo da Basovizza, collega il valico con la Strada Statale 14. Da parte slovena vi termina la strada regionale 205, proveniente da Divaccia, ove s'innesta con la strada per Lubiana e Capodistria.
Il valico è caratterizzato da traffico locale, ma anche da traffico turistico diretto verso Lipizza, località nota per un importante allevamento equino, in cui è presente anche una casa da gioco, e le Grotte di San Canziano, poste nei pressi di Divaccia.

## Storia
Il valico è stato istituito nel 1947, a seguito della modifica del confine orientale dell'Italia, disegnata dal trattato di Parigi. Fino al 1954 fu valico tra la zona A del Territorio Libero di Trieste e la Jugoslavia. Con l'annessione della zona A alla Repubblica italiana il valico divenne di frontiera tra l'Italia e la Jugoslavia, a cui subentrerà, dal 1991, la neoindipendente Slovenia. Nel 1970 il traffico venne indicato, secondo i dati della Camera di commercio di Trieste, in 1.859.749 passaggi, che aumentò, nel 1973, a 1.988.925, per poi calare, nel 1975, a 1.313.282. Il calo venne imputato, tra le varie cause, all'andamento del cambio fra lira italiana e dinaro jugoslavo.
Con DPR 100 del 6 marzo 1978, di completamento a quanto stabilito dal Trattato di Osimo, il valico divenne di I° categoria, ovvero poteva essere attraversato da qualsiasi persona dotata di un documento valido per l'espatrio, e non solo chi era dotato di lasciapassare, che consentiva il passaggio anche sui valichi di II° categoria. Il valico diventava così sempre aperto. Era soggetto al controllo della Brigata di Basovizza della Guardia di Finanza, fino alla soppressione della brigata stessa, avvenuta il 1º gennaio 2005.
In occasione dell'entrata della Slovenia nell'accordo di Schengen, il 21 dicembre 2007, il passaggio al valico venne liberalizzato. Presso il valico venne organizzata una manifestazione celebrativa in occasione dell'evento. Nel 2013 la Provincia di Trieste finanziò la risistemazione della strutture confinarie rimaste sul valico. Dall'11 marzo 2020 le autorità slovene, al fine di prevenire un aumento del numero dei contagi da COVID-19, stante la situazione italiana, decidono di incrementare i controlli sanitari al confine, lasciando aperti solo i valichi più importanti. Il valico di Basovizza viene perciò chiuso provvisoriamente alla circolazione, fino al 15 giugno successivo.
Dal 29 marzo 2021 il valico viene nuovamente chiuso, per la recrudescenza dell'epidemia in Slovenia, dopo che nei giorni precedenti ne era già stata limitata l'apertura oraria. Il 28 aprile successivo il valico viene riaperto.